# Antifrustración
El antifrustración es una posición axiológica propuesta por el filósofo alemán Christoph Fehige, que afirma que «no hacemos ningún bien creando preferencias adicionales satisfechas. Lo que importa de las preferencias no es que tengan una existencia satisfecha, sino que no tengan una existencia frustrada». Según Fehige, «los maximizadores de la satisfacción de preferencia deberían llamarse a sí mismos minimizadores de la frustración de preferencia». 
Lo que hace que el mundo sea mejor no es "su grado de satisfacción preferencial, sino la frustración de preferencia evitada». En palabras de Fehige, «tenemos la obligación de satisfacer a los preferentes, no la de crear preferentes satisfechos». 
La posición contrasta con el utilitarismo clásico, entre otras teorías éticas, que sostiene que la creación de "preferentes satisfechos» es, o puede ser, un bien en sí mismo. 
La antifrustración tiene similitudes, aunque diferentes del utilitarismo negativo, con las enseñanzas de Buda, el estoicismo, el pesimismo filosófico y la filosofía de Schopenhauer. En particular, el utilitarismo de preferencia negativa afirma que debemos actuar de tal manera que se minimice el número de preferencias frustradas y, por lo tanto, se basa directamente en la antifrustración. La diferencia es que el antifrustración es una axiología, mientras que el utilitarismo de preferencia negativa es una teoría ética. 